# Гэндай канадзукай
Гэндай канадзукай (яп. 現代仮名遣い «Современное использование каны) — официальная система записи слов японского языка слоговой азбукой кана. Иногда называется син-канадзукай (яп. 新仮名遣い «новая канадзукай»), образована от более древней канадзукай.

## История
Задолго до революции Мэйдзи в японском языке накапливались отличия между написанием и произношением. 16 ноября 1946 года, вслед за окончанием Второй мировой войны, кабинетом министров была инициирована реформа орфографии. В 1986 году правила были обновлены.

## Общие отличия
Раньше не существовало уменьшенных знаков каны для обозначения йотированных слогов: きよ могло бы звучать как киё и кё, а かつた могло быть как кацута, так и катта.
Произношение слогов ряда ха, находящихся на стыке иероглифов, изменилось. Исчезли слияния: にほん произносится нихон, а не нион. Существовали и контрпримеры, например, あひる «утка», произносится ахиру, а не аиру, или ふぢはら, которое произносится Фудзивара, хотя является соединением «фудзи» (глициния) + «хара» (поле). Ряд «ха» исторически произносился как фа, фи, фу, фэ, фо (а ещё раньше — как па, пи, пу, пэ, по). Японский звук ф (ɸ) близок к глухому w, поэтому он так просто переходит в него в середине слова. Именно поэтому фу до сих пор не перешло в ху.
Правило «гласная + (ф)у» не работает с составными словами: имя てらうち читалось Тэраути, а не Тэро:ти, потому что оно состоит из тэра (буддийский храм) + ути (внутри, дом). Слог -фу современных глаголов, оканчивающихся на -у (оконачние пишется каной う: кау или омоу) не претерпел значительных изменений, хотя существуют данные о том, что в период Эдо японцы произносили глаголы типа тамау или харау как тамо: и харо:. Это не имеет общего с современным -о: в даро: или ико:, так как последнее является результатом изменения «ау» на «о:».
Кроме того, частица темы ва (は), частица направления э (へ) и частица прямого дополнения о (を) являются исключениями из общего принципа реформы. В современном японском языке значок を используется только как маркер прямого дополнения.

## Примеры
Информацию по гласному, например, あ (а) следует распространять на все слоги, кончающиеся на этот гласный, например, か (ка) и た (та).
| Древнее                                        | Современное                                   |
| ---------------------------------------------- | --------------------------------------------- |
| あ＋う (а + у) あ＋ふ (а + фу)                 | おう (о:)                                     |
| い＋う (и + у) い＋ふ (и + фу)                 | ゆう (ю:)                                     |
| う＋ふ (у + фу)                                | うう (у:)                                     |
| え＋う (э + у) え＋ふ (э + фу)                 | よう (ё:)                                     |
| お＋ふ (о + фу)                                | おう (о:)                                     |
| お＋ほ (о + хо) お＋を (о + во)                | おお (о:)                                     |
| く＋わ (ку + ва)                               | か (ка) исторически, ква                      |
| ぐ＋わ (гу + ва)                               | が (га) исторически, гва                      |
| средний или конечный は (ха)                   | わ (ва)                                       |
| средний или конечный ひ (хи), へ (хэ), ほ (хо) | い (и), え (э), お (о) (ви, вэ, во, см. ниже) |
| любой из ゐ (ви), ゑ (вэ), を (во)             | い (и), え (э), お (о)                        |
| ぢ (звонкий ти), づ (звонкий цу)               | じ (звонкий си), ず (звонкий су)              |